# Ausschreibungskonkurrenz
Die Ausschreibungskonkurrenz ist eine Möglichkeit trotz natürlichen Monopols und ohne Substitutionskonkurrenz überhöhte Monopolpreise zu verhindern.
Dies geschieht dadurch, dass eine Lizenz oder Konzession für einen Monopol-gefährdeten Markt über ein Ausschreibungsverfahren vergeben wird. Der Anbieter mit dem besten Angebot (z. B. geringste Preise, geringste nötige öffentliche Zuschüsse) bekommt den Zuschlag.